# Cap la Houssaye
Pour les articles homonymes, voir Houssaye.
Le cap la Houssaye est un cap de l'île de La Réunion, département d'outre-mer français dans l'océan Indien. Situé sur le territoire communal de Saint-Paul, le long de la côte ouest, il marque la limite sud de la baie de Saint-Paul, au-delà du cap la Marianne.
Son nom lui a été donné en hommage au capitaine breton, Guillaume La Houssaye.
En 2010, le conservatoire du littoral a annoncé vouloir acheter le cap La Houssaye afin de protéger cet espace. Au total 400 hectares sont visés pour cet achat.